# Prinz-Eugen-Kaserne (Külsheim)

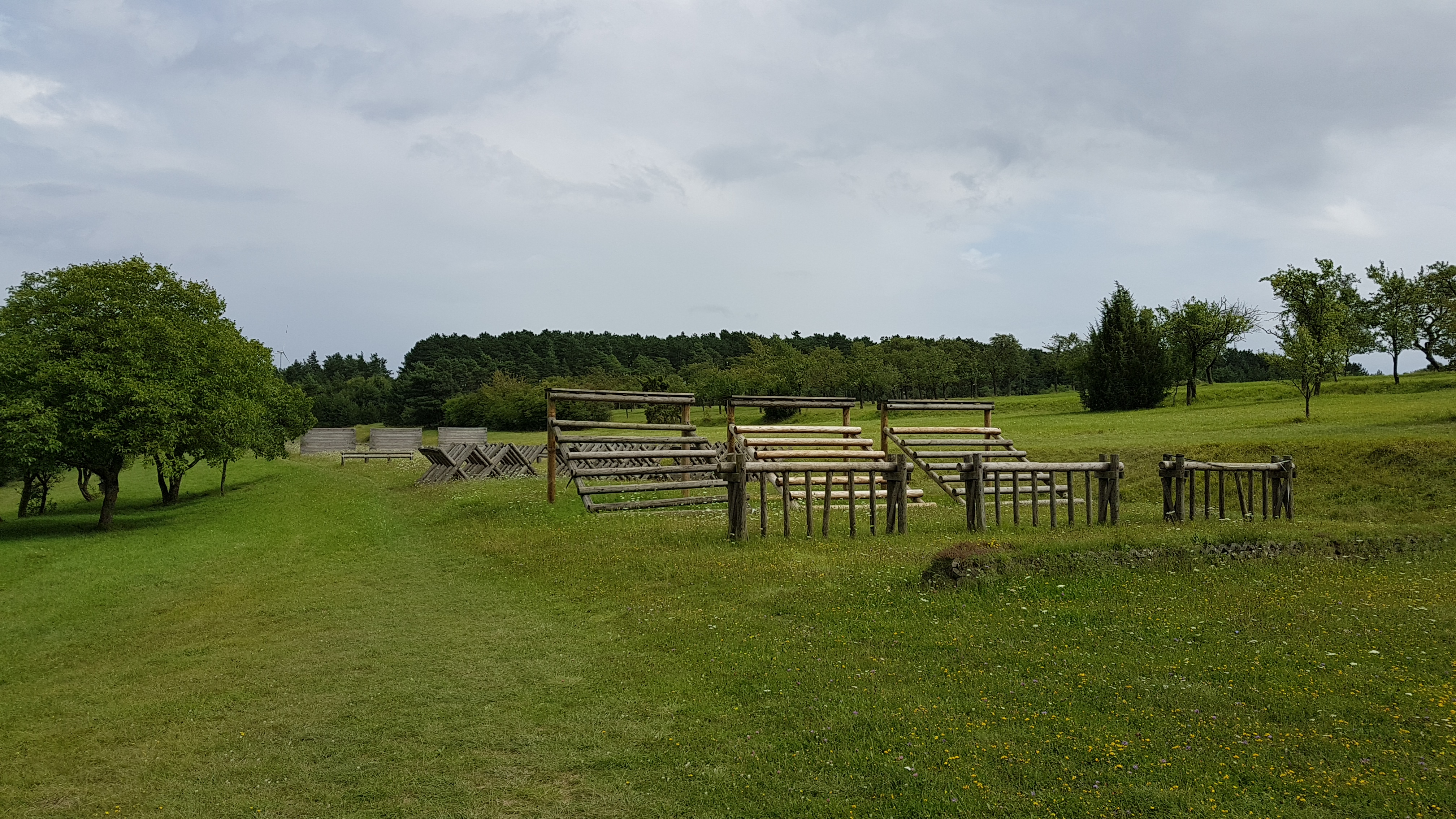
Hindernisparcours auf dem Standortübungsplatz Külsheim

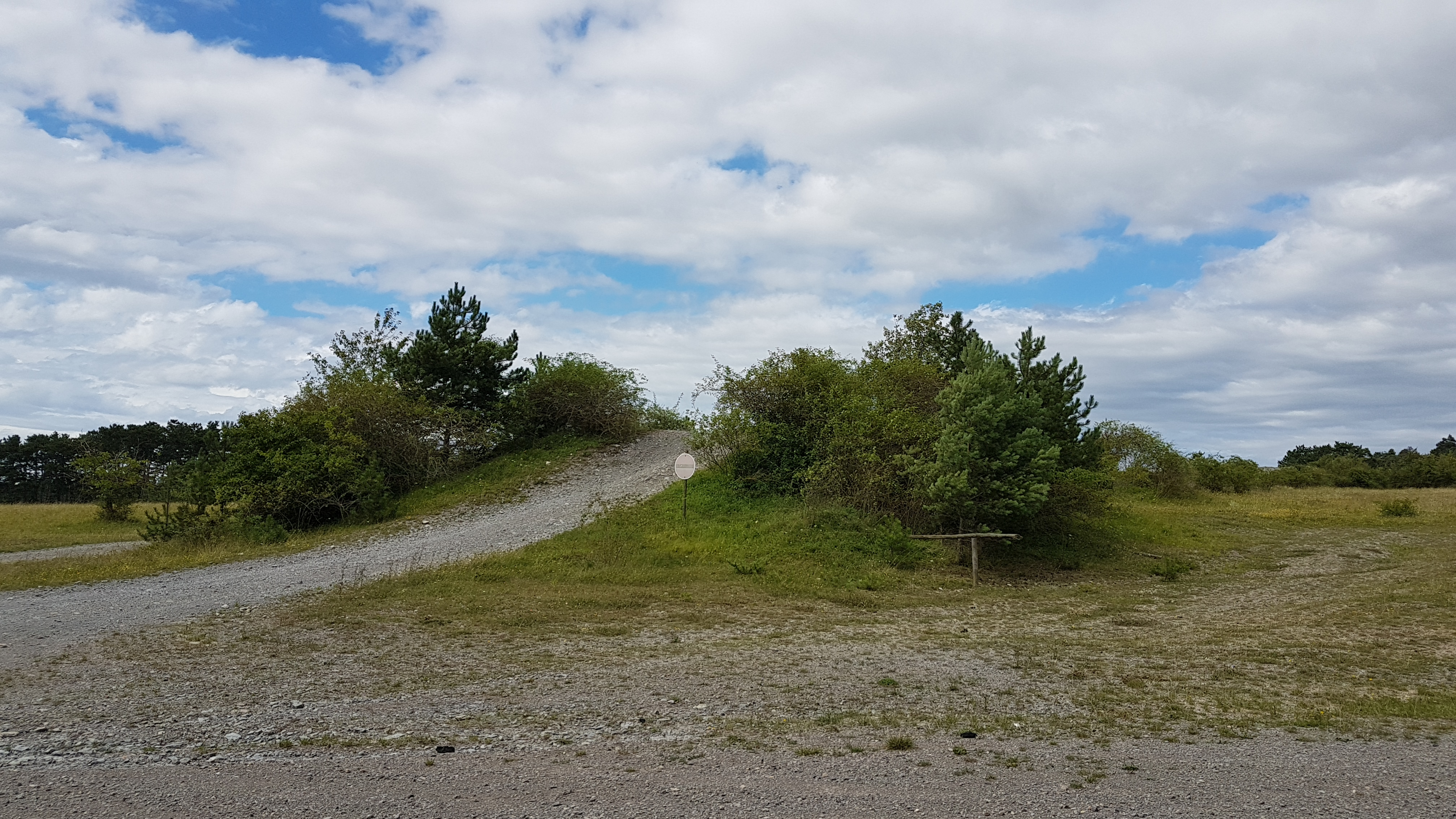
Panzerhügel

Die Prinz-Eugen-Kaserne in Külsheim war von 1964 bis 2006 ein Bundeswehrstandort im Main-Tauber-Kreis in Baden-Württemberg. Nach dem Kauf des Areals durch die Stadt Külsheim entsteht im Rahmen einer Konversion der Gewerbepark II mit Gewerbeflächen und Wohnplätzen.

## Lage
Die ehemalige Kaserne liegt im Südwesten von Külsheim. Von Nordwesten bis Norden wird das Kasernengelände durch die Landesstraße 509, von Norden bis Nordosten durch die Landesstraße 504, im Südosten (hinter dem Standortübungsplatz) durch den Haigergrund und im Süden durch das Rüdental begrenzt. Etwa ein Kilometer westlich des Standortübungsplatzes folgt der Külsheimer Teilort Steinfurt und die Landesstraße 508.

## Geschichte

### Prinz-Eugen-Kaserne
Im Jahre 1964 wurde Külsheim Standort des Heeres der Bundeswehr. In der Prinz-Eugen-Kaserne waren zeitweise bis zu drei Panzerbataillone stationiert. Im September 2006 endete die 42-jährige Geschichte Külsheims als Garnisonsstadt, als die letzten hier beheimateten Einheiten, namentlich das Panzerbataillon 363, die Panzerpionierkompanie 300 und das Sanitätszentrum Külsheim aufgelöst und mit ihnen die Prinz-Eugen-Kaserne geschlossen wurde.

### Konversion: Entwicklung des Gewerbeparks II
Die Stadt Külsheim übernahm nach Grundstücksverhandlungen mit der Bundesanstalt für Immobilienangelegenheiten das ehemalige Kasernengelände mit allen Gebäuden in ihren Besitz. Seitdem schreitet die Konversion des ehemaligen Bundeswehrstandortes voran, in dem Gewerbeflächen und Wohnplätze entstehen. Hierfür gründete die Stadt im Jahre 2008 die Business Area Külsheim GmbH, die sich um die Umwandlung des Bundeswehrstandorts zum Wirtschaftsstandort kümmert.

## Name
Sie ist eine von mehreren nach Prinz Eugen von Savoyen benannten Bundeswehrkasernen.

## Sonstiges
Auf dem ehemaligen Kasernengelände sowie auf dem Standortübungsplatz finden regelmäßige, jährliche Veranstaltungen statt, beispielsweise eine Lange Schwimmbadnacht das 12-Stunden-Mountainbike-Rennen Külsheim.
Es besteht ein Traditionsverband der ehemaligen Angehörigen des Standortes Külsheim als eingetragener Verein. Dieser kümmert sich unter anderem um die Pflege der Straßenkapelle auf dem Standortübungsplatz. Neben der Kapelle befindet sich ein Ehrenmal für die Gefallenen der ehemaligen 14. Panzerdivision.
Das ehemalige Bundeswehrschwimmbad wird heute als öffentliches Hallenbad betrieben.